# اصلاحات اقتصادی چین

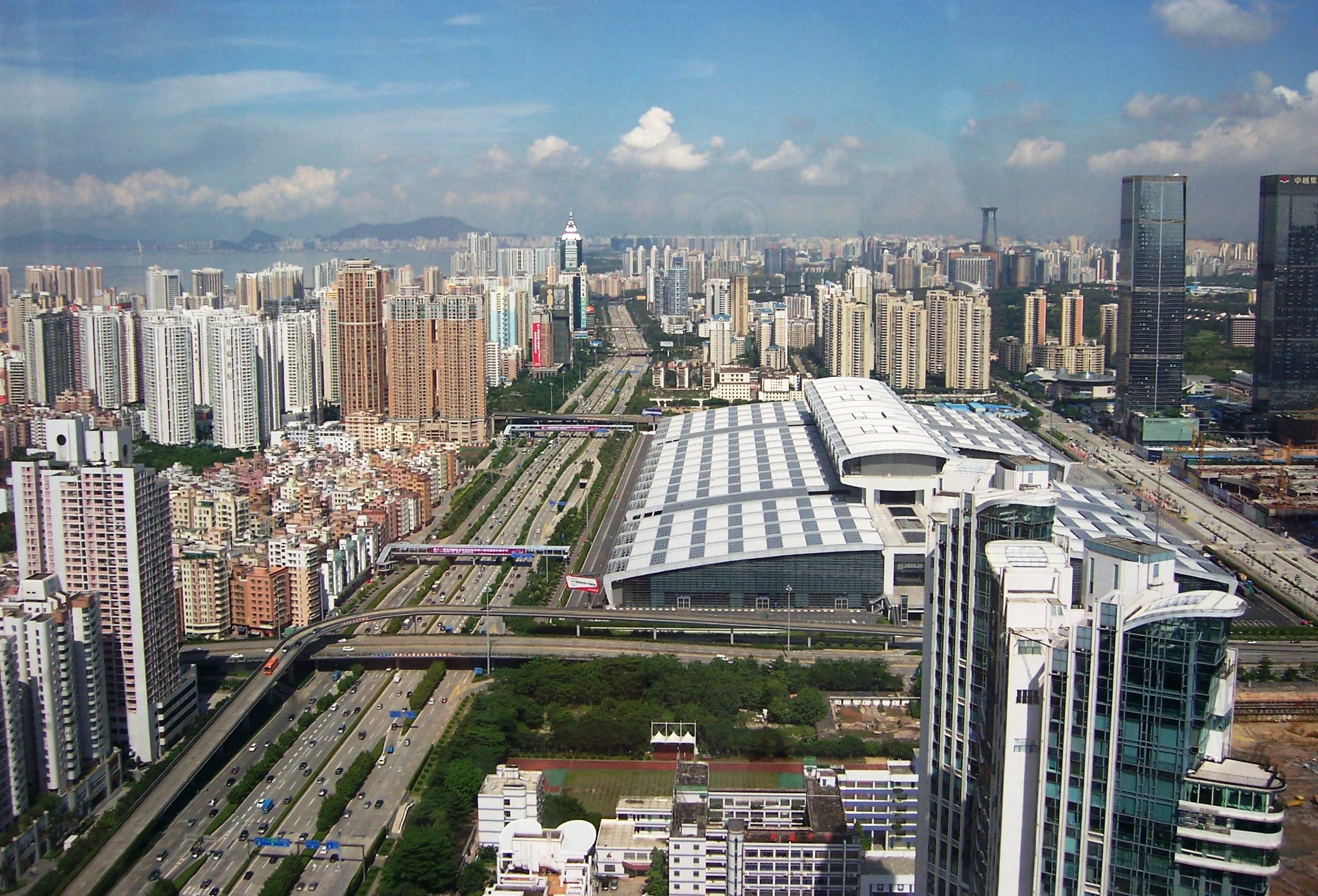
نمایی از شهر در زمان اصلاحات اقتصادی چین

منظور از اصلاحات اقتصادی چین (چینی ساده: 改革开放; چینی سنتی: 改革開放; پین‌یین: Gǎigé kāifàng; به معنای «Reform & Opening up») برنامهٔ اصلاحات اقتصادی به نام «سوسیالیسم با مشخصات چینی» در جمهوری خلق چین است که از سوی اصلاح‌طلبان درون حزب کمونیست چین به رهبری دنگ ژیائوپینگ در دسامبر ۱۹۷۸ آغاز شد.
چین پیش از قرن نوزدهم دارای یکی از بزرگ‌ترین و پیشرفته‌ترین اقتصادهای جهان بود. در قرن هیجدهم آدام اسمیت ادعا کرد چین یکی از غنی‌ترین، یعنی یکی از حاصلخیزترین، کوشاترین، متمدن‌ترین، با رونق‌ترین و شهری شده‌ترین کشورهای جهان است. این اقتصاد از قرن شانزدهم دچار رکود شده بود و از نظر کلی در قرون نوزدهم و بیستم جز دورهٔ مختصر بازیابی در دهه ۱۹۳۰ حتی افول کرده بود.